# 西谷启治

何謂宗教—宗教論集Ⅰ

西谷启治（日语：／，1900年2月27日—1990年11月24日），日本哲学家（宗教哲学），曾為著名德國哲学家海德格的学生。日本京都學派的重要一员，京都大学文学院終身名誉教授、榮獲文部省選定為文化功劳者。

## 经历
1900年2月27日生于石川县凤至郡能登町宇出津。经旧制第一高中，入京都大学哲学科，就学于西田几多郎和田边元。1924年毕业，1935年就任京都大学副教授，1937年留学法兰克福大学，师事于海德格。
1943年任京都大学教授，讲授宗教学。1958年担任近世哲学史讲座，1963年退休。继之应聘大谷大学教授近20年，主编由铃木大拙创刊的英文佛教思想杂志《东方佛教徒》（The Eastern Buddhist)。
1965年被选为日本学士院会员，1972年因对日德文化交流作出巨大功绩而被西德授予歌德金质奖章，1982年因在哲学研究上取得的卓越成绩被选为日本国文化功臣（文化功劳者）。
西谷的全部著作均收录在《西谷启治著作集》(共13卷，1987)中。

## 思想
西谷思想兴趣广泛，学识渊博。他一方面对亚里士多德、普罗提诺、奥古斯丁、爱克哈特、笛卡尔、康德、黑格尔、谢林、尼采、柏格森和海德格等为代表的西方哲学进行绵密彻底的研究;另一方面又汲取东方的传统思想，对哲学和宗教的几乎所有领域的问题，都展开深入的思索，力图从本质上把东方思想与西方哲学结合起来。
在《根源的主体性哲学》(1940)一书中，他提出“根源的主体性”这一独特术语，认为在我们生存的根底，没有任何东西可以作为根底，因此是“无底”根源性。从这种“脱底”的“自觉中形成贯穿宗教知性、理性和自然生存的主体性”。根源的主体性通过“辩证法的辩证法”与“纯一的行”的相互渗透而发挥作用。
在《神与绝对无》(1948)中，西谷通过对中世纪德国思想家爱克哈特的研究，发现其思想与禅佛的类似性，从中提出克服近代虚无主义的可能性。
在《何谓宗教》(1961)中，西谷思索的核心是从“虚无”向“空”的转变，并且展开“空”的思想，认为“同无底深谷实际上也处于无际天空中一样，虚无也处于空之中”。他进而通过东西方宗教与哲学的比较研究，在现代世界思想之中再现了大乘佛教的根本概念“空”的意义。
在西方哲学与东方精神传统的碰撞与融合中，西谷选择的课题是「ニヒリズムを通してのニヒリズムの超克」，即自覺地通過虚无主义，對虚无主义的超越克服。上田闲照评价说：“这是西田几多郎所没有思索的课题。通过西谷的著作，东方的精神传统才重新形成哲学的形态。”

## 荣誉
| ● | 1945年（昭和20年）9月 | 「宗教哲学」文学博士（京都帝国大学） |
| ● | 1965年（昭和40年）    | 日本学士院会員                       |
| ● | 1970年（昭和45年）    | 勲二等授瑞宝章                       |
| ● | 1982年（昭和57年）    | 文化功劳者                           |
| ● | 1990年（平成2年）     | 正四位、旭日重光章                   |

## 作品列表

### 著作
- 根源的主体性の哲学 弘文堂 1940
- 世界観と国家観 弘文堂書房 1941
- 神と絶対無 弘文堂 1948
- アリストテレス論攷 弘文堂書房 1948
- ロシアの虚無主義 弘文堂 1949 （アテネ文庫）
- ニヒリズム 弘文堂 1949 （アテネ新書）、創文社 1966
- 宗教と政治と文化 法蔵館 1949
- 現代社会の諸問題と宗教 法蔵館 1951
- 宗教とは何か 宗教論集I  創文社 1961
- 宗教と文化 創文社 国際日本研究所 1969
- 風のこころ 随想集 新潮社 1980
- 仏教について 法蔵館 1982
- 西田幾多郎 その人と思想 筑摩書房 1985
- 禅の立場 宗教論集II 創文社 1986
- 西谷啓治著作集 全26巻 創文社 1986－1995
- 寒山詩 筑摩書房 1986
- 正法眼蔵講話 筑摩書房（全4巻） 1987－1989
- 宗教と非宗教の間 岩波書店：同時代ライブラリー 1996、岩波現代文庫 2001。上田閑照編
- 京都哲学撰書 第16巻 随想集 青天白雲 燈影舎 2001
- 京都哲学撰書 第28巻 神秘思想史 信州講演 燈影舎 2003

### 编著与合著
- 現代日本思想大系22　西田幾多郎 筑摩書房 1968
- 講座禅 全8巻 編 筑摩書房 1967－68
- この永遠なるもの 吉川幸次郎共著 雄渾社 1967
- 現代日本の哲学 編 雄渾社 1967
- 禅の本質と人間の真理 久松真一共編 創文社 1969
- 禅家語録 I・II　柳田聖山共編、筑摩書房〈世界古典文学全集36〉、1972-74
- 回想鈴木大拙 春秋社 1975
- 思想のシンポジウム 2 一燈園燈影舎 1986
- 直接経験 西洋精神史と宗教 八木誠一対談 春秋社 1989
- 西谷啓治随聞 佐々木徹 法蔵館 1990
- 西谷啓治先生追悼－情意における空－ 創文社 1992。上田閑照編　論文集
- 家郷を離れず 西谷啓治先生特別講義 創文社 1998。伴一憲編著

### 翻译
- 自由意志論 シエリング（谢林） 岩波書店 1927
- 人間的自由の本質 シェリング（谢林） 世界文学社 1948、岩波文庫 1975